# Kanton Montpellier-10
Kanton Montpellier-10 (francouzsky Canton de Montpellier-10) je francouzský kanton v departementu Hérault v regionu Languedoc-Roussillon. Tvoří ho tři obce.

## Obce kantonu
- Grabels
- Juvignac
- Montpellier

Z města Montpellier se v kantonu nacházejí městské čtvrti Celleneuve, La Martelle, Bionne, Le Peyrou-Pitot, Carré du Roi-Faubourg Saint-Jaumes, Les Arceaux, Avenue d'Assas, Père Soulas, Las Rebès, Hôpitaux, Euromédecine, Zolad, Château d'O, Saint-Priest a Malbosc.